# Хна (альбом)
«Хна» — тринадцатый студийный альбом российской группы «Ленинград», выпущенный 12 апреля 2011 года. Презентация альбома прошла 12 апреля в Санкт-Петербурге и 22, 23 апреля 2011 года в московском клубе «А-2»; во время второго концерта на разогреве у группы выступал Вася Обломов. Концертная программа в значительной степени состояла из прошлых хитов коллектива.
Джазовая вокалистка Юлия Коган принимала участие в записи пластинки и снялась для её обложки. В течение нескольких месяцев перед релизом на сайте коллектива размещался новый материал и проводился опрос: посетителям предлагалось выбрать название нового альбома — «Поп и Балда» или «С нами пох…», тем не менее ни один из вариантов не был принят. По словам Сергея Шнурова, он «хотел, чтобы эти песни были записаны в русле русско-советской культуры».
29 апреля 2011 года диск дебютировал на третьем месте в хит-параде «Россия Топ 25. Альбомы» и в конце мая возглавил его.

## Отзывы
…Если раньше в звучании «Ленинграда» отчётливо прослеживались ска-панковские корни музыкантов, то теперь крен значительно сместился в сторону эстрады. <…> «Хна» кажется порождением холодного расчёта и профессионализма. Который, как известно, не пропьёшь.
 — Илья Зинин, Rolling Stone
Лидер «Ленинграда» за время отгулов на основной работе всё-таки подрастерял творческую форму. «Хна» демонстрирует обилие голевых моментов и проблемы с их реализацией.
 — Алексей Мажаев, InterMedia

## Список композиций
| №                   | Название            | Длительность |
| ------------------- | ------------------- | ------------ |
| 1.                  | «Сладкий сон»       | 2:06         |
| 2.                  | «И больше никого»   | 2:54         |
| 3.                  | «Прощай»            | 2:10         |
| 4.                  | «Нет и ещё раз нет» | 2:50         |
| 5.                  | «Автопилот»         | 2:27         |
| 6.                  | «Осень-диско»       | 3:21         |
| 7.                  | «Maybe»             | 2:11         |
| 8.                  | «Песня»             | 2:16         |
| 9.                  | «Надоел»            | 2:50         |
| 10.                 | «Ф.З.»              | 3:02         |
| 11.                 | «Миша»              | 1:54         |
| 12.                 | «Твистосвист»       | 2:16         |
| 13.                 | «Огонь и лёд»       | 3:02         |
| 14.                 | «К.Ф.П.Р.»          | 2:59         |
| 15.                 | «Триумф»            | 2:55         |
| Общая длительность: | Общая длительность: | 39:13        |

## Участники записи
- Сергей Шнуров — вокал, гитара, музыка, тексты.
- Юлия Коган — вокал.
- Всеволод «Севыч» Антонов — бэк-вокал, перкуссии.
- Александр «Пузо» Попов — большой барабан.
- Константин Лимонов — гитара.
- Андрей Антоненко — туба.
- Алексей Канев — саксофон.
- Алексей «Микшер» Калинин — перкуссия, ударные.
- Андрей Кураев (Дед) — бас.
- Григорий Зонтов — саксофон.
- Роман Парыгин — труба.
- Илья «Пианист» Рогачевский — клавиши.
- Денис Можин — барабаны.
- Владислав Александров — тромбон.
- Александр Айдакин — звукорежиссёр